# Minouche Barelli
Minouche Barelli, echte naam Marie-Pierre Barelli (Parijs, 13 december 1947 - Monaco, 20 februari 2004) was een Franse zangeres. Ze was de dochter van orkestleider Aimé Barelli en de zangeres Lucienne Delyle.
Ze vertegenwoordigde Monaco op het Eurovisiesongfestival 1967 met het lied Boum badaboum dat mede door Serge Gainsbourg geschreven werd, waarmee ze vijfde eindigde met 10 punten.
In 1980 probeerde ze voor haar vaderland Frankrijk te gaan maar haar lied Viens dans ma farandole  eindigde pas zesde in de Franse halve finale.
In 2002 nam ze de Monegaskische nationaliteit aan. In haar laatste levensjaar leed ze aan een slepende ziekte.
1959: Jacques Pills · 
1960: François Deguelt · 
1961: Colette Deréal · 
1962: François Deguelt · 
1963: Françoise Hardy · 
1964: Romuald · 
1965: Marjorie Noël · 
1966: Tereza · 
1967: Minouche Barelli · 
1968: Line & Willy · 
1969: Jean-Jacques · 
1970: Dominique Dussault · 
1971: Séverine · 
1972: Anne-Marie Godart & Peter McLane · 
1973: Marie · 
1974: Romuald · 
1975: Sophie · 
1976: Mary Christy · 
1977: Michèle Torr · 
1978: Caline & Olivier Toussaint · 
1979: Laurent Vaguener · 
2004: Märyon · 
2005: Lise Darly · 
2006: Séverine Ferrer
- Bibsys: 9035706
- Bibliothèque nationale de France: cb140165133 (data)
- International Standard Name Identifier: 0000 0000 0146 3243
- MusicBrainz: 2027504d-1ec0-4a64-ad95-fb7cadb72286
- Istituto Centrale per il Catalogo Unico: CFIV358341
- Virtual International Authority File: 251149196258074790395